# Wengi
Wengi bei Büren est une commune suisse du canton de Berne, située dans l'arrondissement administratif du Seeland.

## Histoire
Wengi fait partie du bailliage de Büren de 1501 à 1798.